# Stöttingfjällets naturreservat
Stöttingfjällets naturreservat är ett naturreservat på gränsen mellan Vilhelmina och Lycksele kommuner. Reservatet inrättades 2015 genom sammanslagning och utökning av Alsbergets naturreservat och Arasjö naturreservat. Reservatet omfattar en del av det område som kallas för Stöttingfjället. Bland de sjöar som ingår kan nämnas Lill-Arasjön och Åsvattnet samt merparten av Stor-Arasjön, Gransjön och Alsträsket.